# Masmo

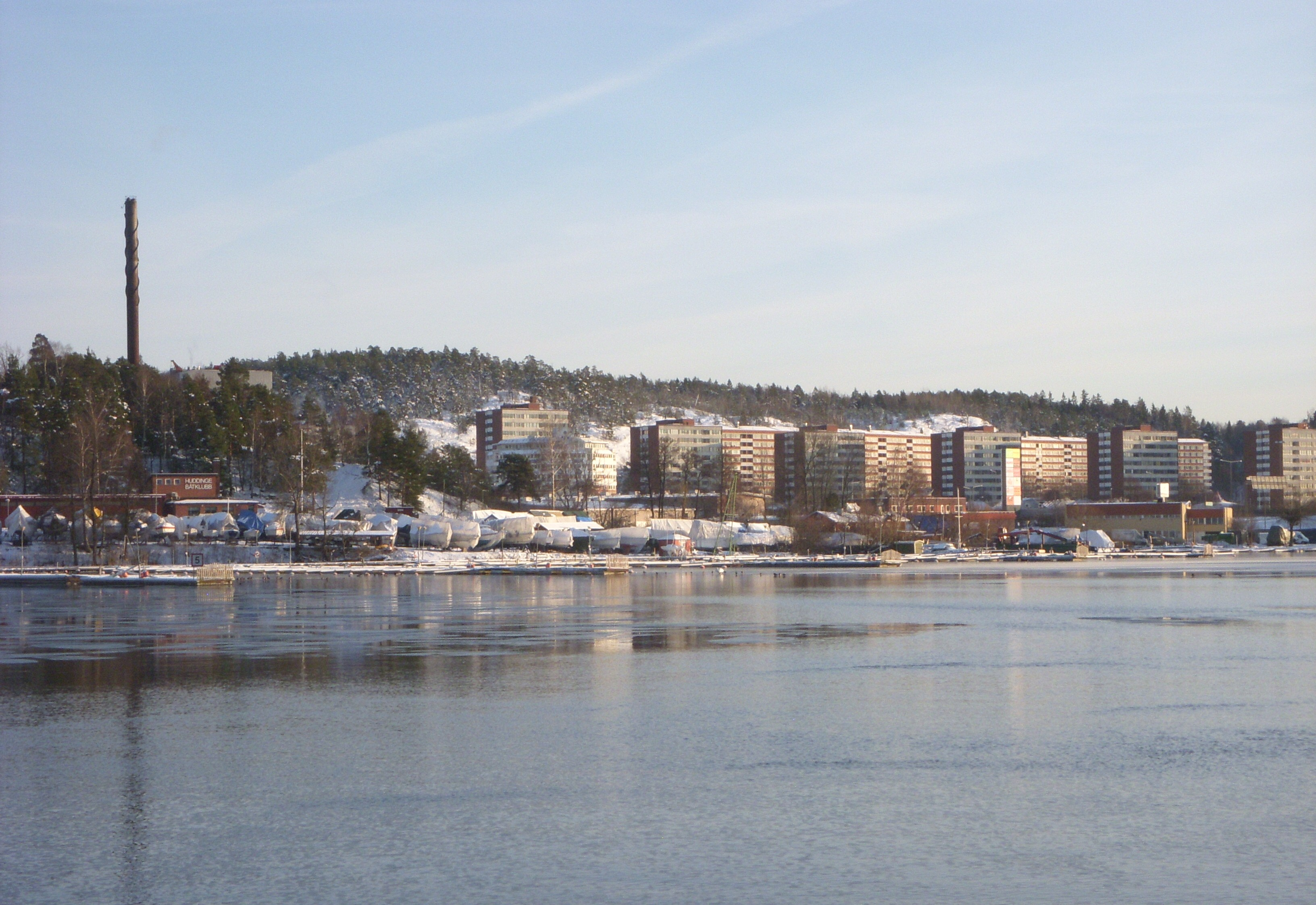
Vårby Haga sett från Vårbyfjärden. I bakgrunden syns Masmoberget, 2012.

Vårby Haga är ett bostadsområde i kommundelen Vårby i Huddinge kommun som ingår i tätorten  Stockholm. Masmo är också en station på tunnelbanan linje 13 (röda linjen). Området gränsar i norr till Vårby Gård, i öster av Gömmarens naturreservat genom Masmoberget (94 m ö.h.), i sydöst till Glömsta, i väster till Albysjön och Vårbyfjärden.

## Historia

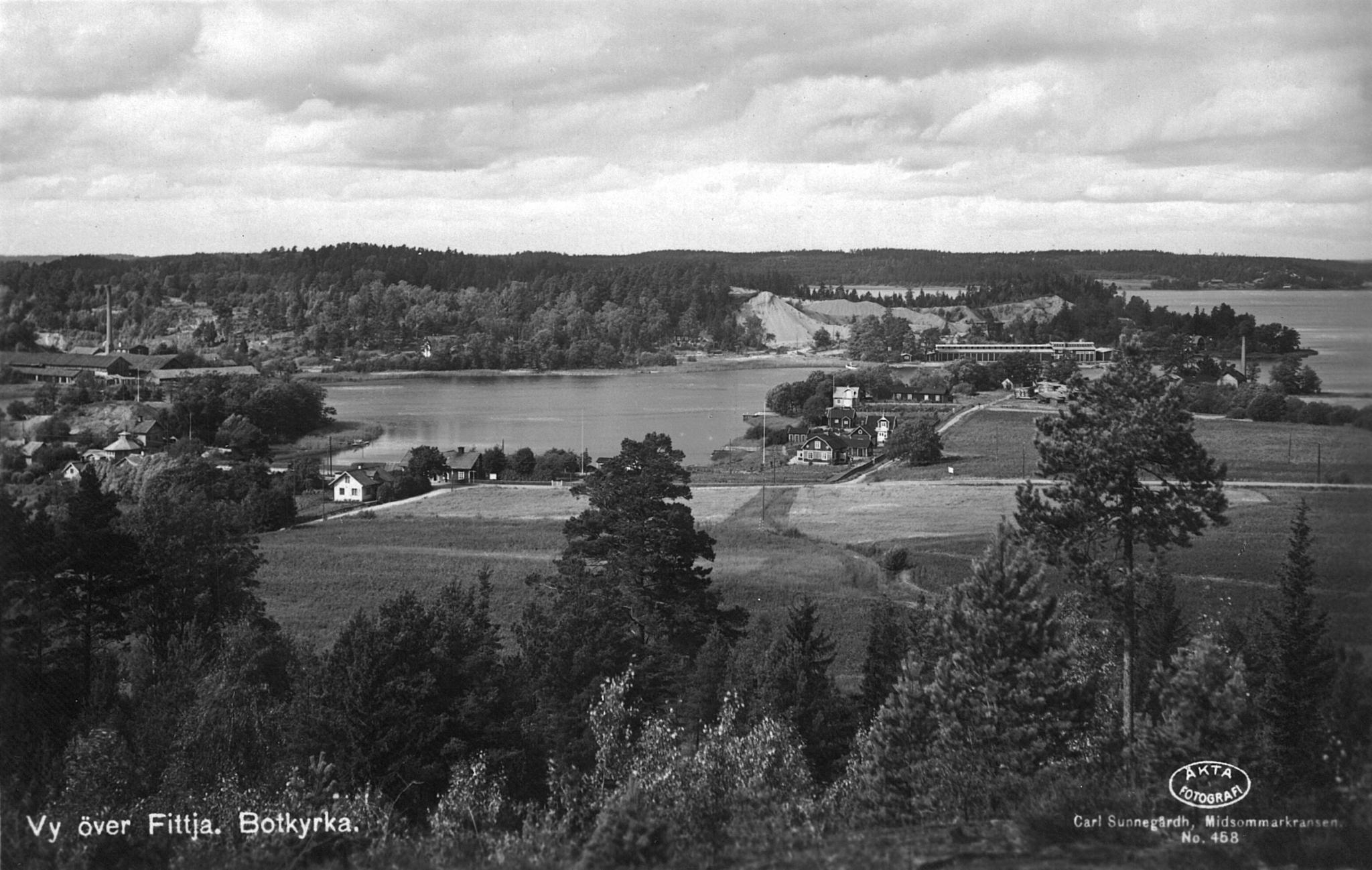
Haga-områdets ännu agrara karaktär på 1930-talet. Till höger i bild syns Hagaudd, där Spendrups bryggeri numera ligger. Längst till vänster skymtar Fittjanäset, och där bakom Fittja tegelbruk.

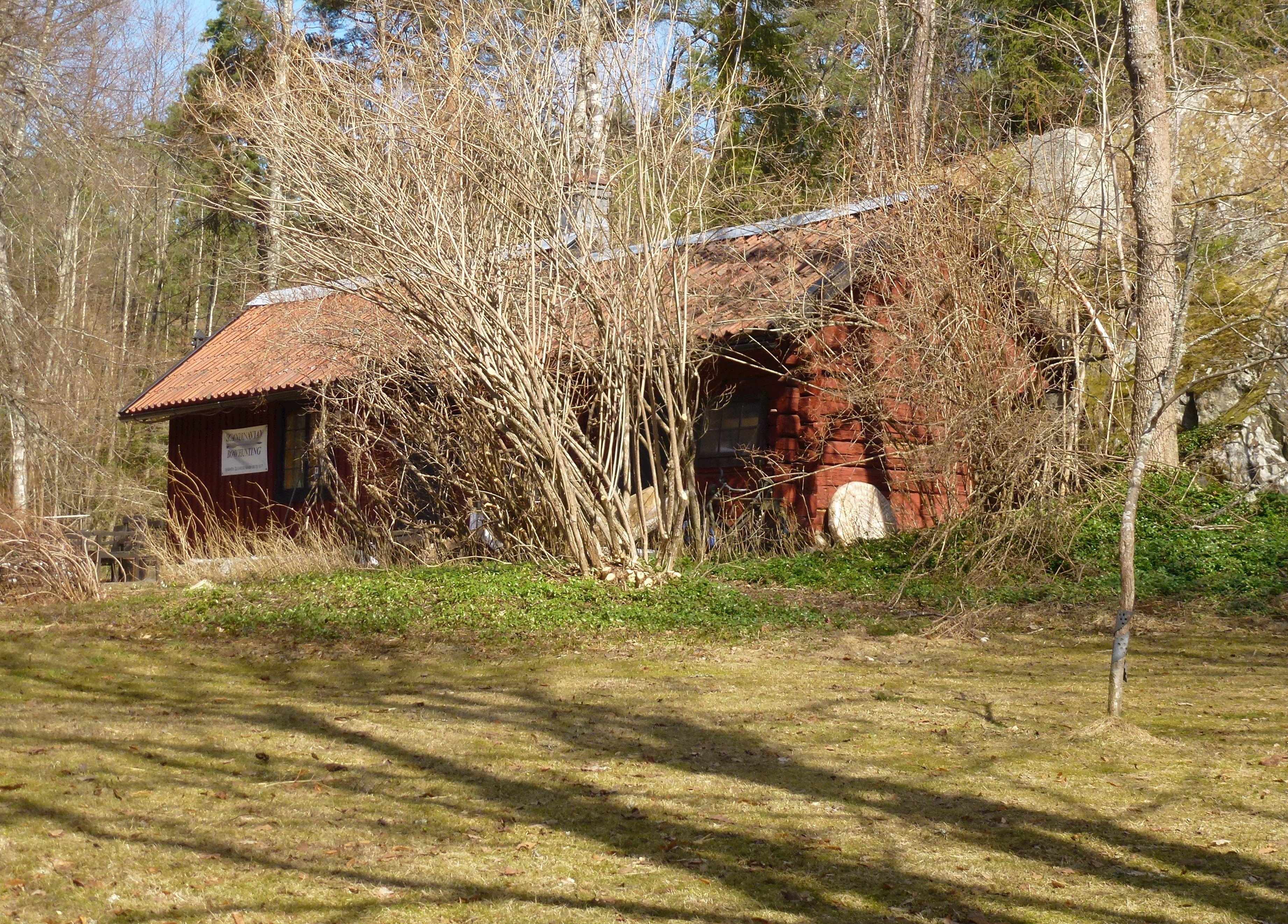
Masmotorpet.

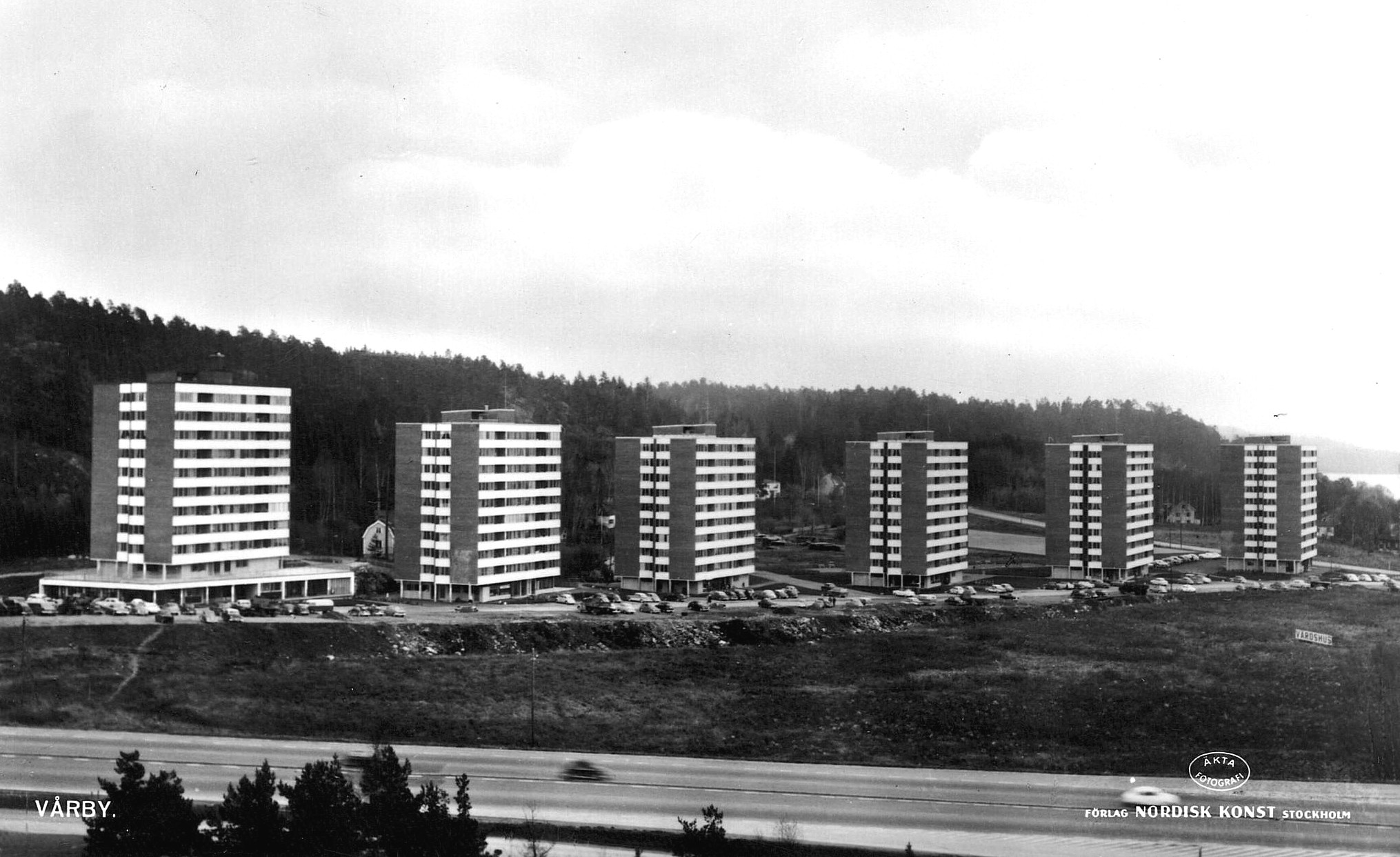
Det nya Vårby byggs omkring 1962, Masmoberget syns i bakgrunden.

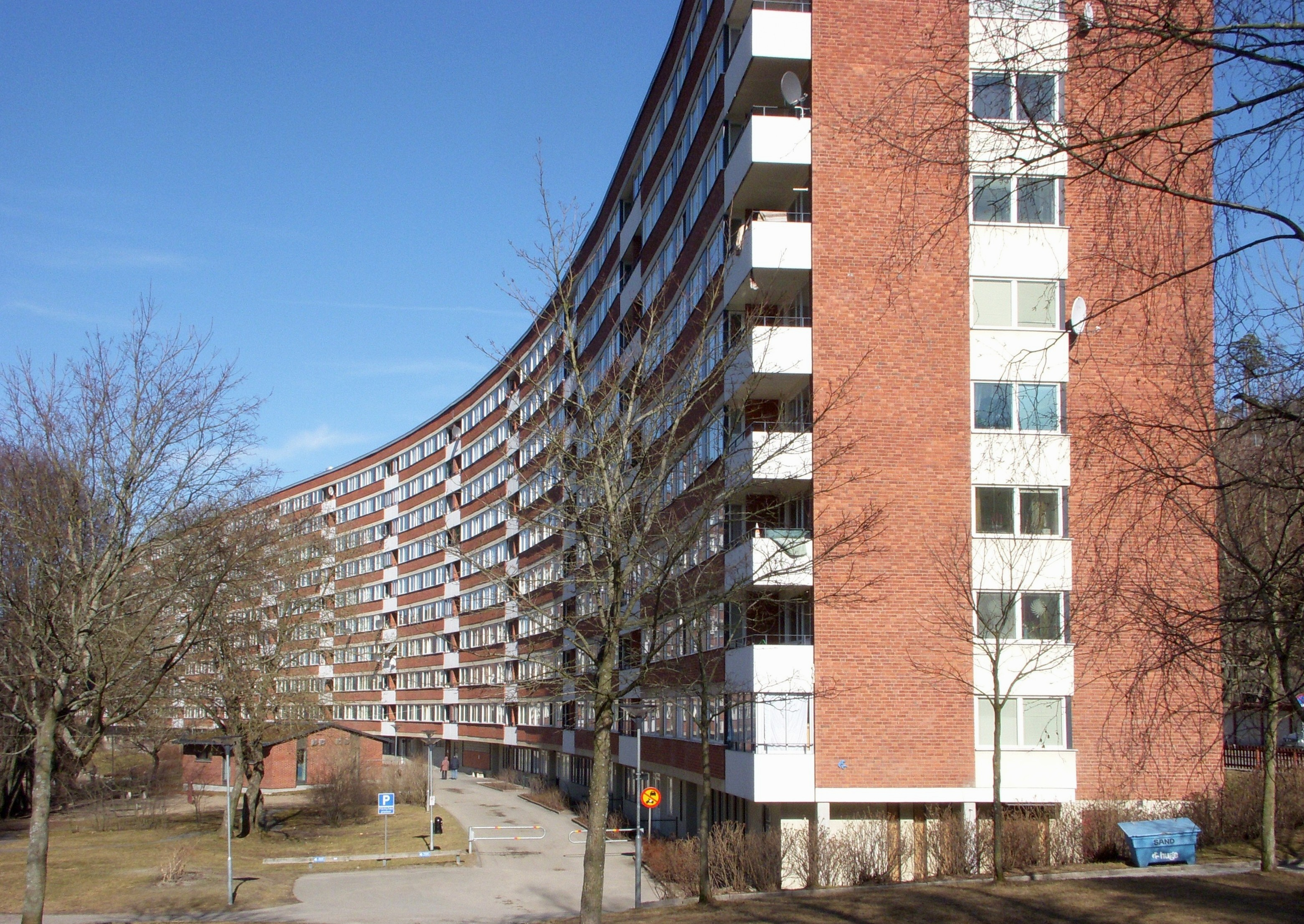
Ormen långe, uppfört 1964.

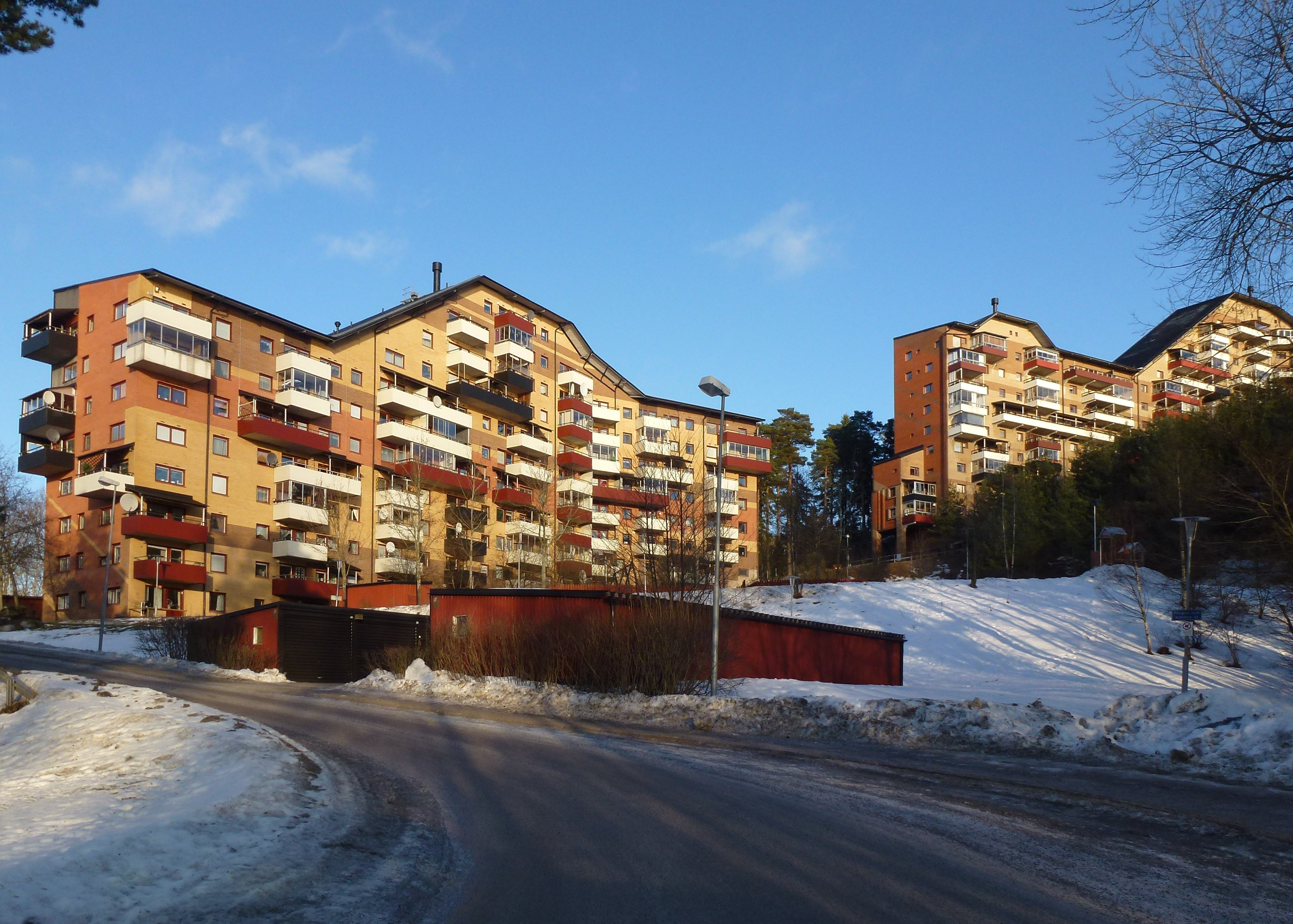
Myrstuguberget, uppfört 1986.

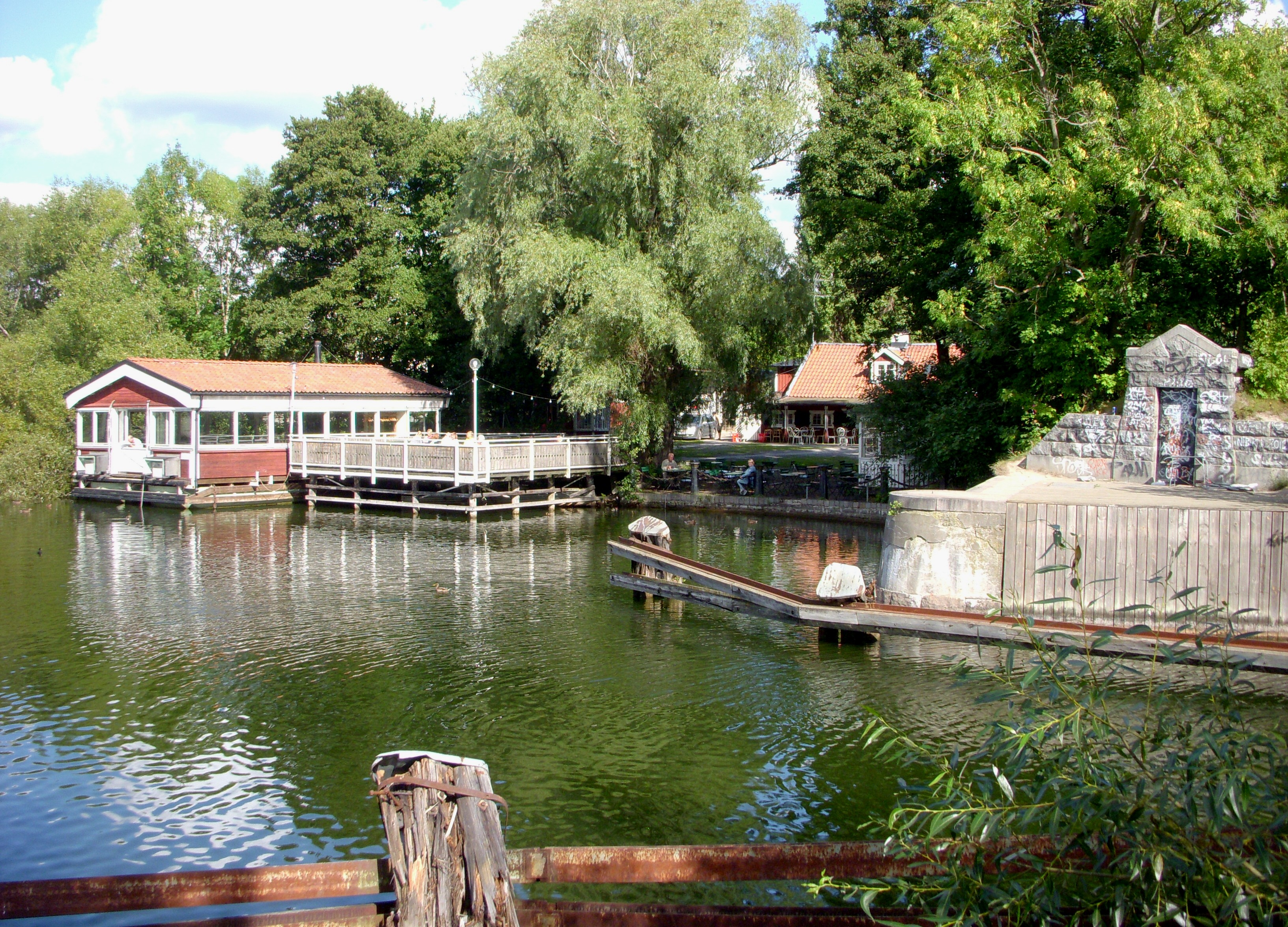
Röda Caféet, eller Haganäs vid Fittja bro.

Masmo (även Masmor) har sitt namn efter Masmotorpet som tillhörande Glömsta gård. Torpet finns kvar som uthus till Masmo villa vid Masmovägen 23, uppförd 1907 för doktor Thorbjörn Hwass troligen efter Ferdinand Bobergs ritningar. Masmo gård och intilliggande Dalhyddan är två av de sällsynta exemplen på arkitektritade sekelskiftesvillor i Huddinge.
Masmotorpet ligger strax söder om bostadsområdet Myrstuguberget, i områdets södra delar. Sannolikt står namnet Masmor (känt sedan mitten av 1600-talet) för "Granskogen där vargen håller till”. 'Mo' eller 'mor' betyder granskog medan 'mas' är ett så kallat noanamn för varg.
Ortnamnet "Vårby Haga" (och i övrigt alla andra "Haga"-namn i området) har sitt ursprung i Haga gård, vars namn är känt sedan medeltiden. Haga gård blev redan på 1600-talet en utgård till säteriet Vårby gård och revs i början av 1900-talet. Gården ska ha legat strax norr om Fittjanäset. Det så kallade Hagatorpet som revs 1960-talet låg dock inom nuvarande Spendrups bryggeriets området vid Hagaudd och var av betydligt senare datum.
Över sundet mellan Albysjön och Vårbyfjärden drogs under 1600-talets andra hälft en ny sträckning av landsvägen söderifrån mot Stockholm, vilket är ursprunget till dagens Södertäljevägen. Den gamla Göta landsväg hade haft sin sträckning söderut vid Flottsbro, men 1633 inleddes arbetet med att anlägga en ny bro vid Fittja istället.
Den nya vägsträckningen för Göta landsvägs ersättare (Södertäljevägen) blev helt klar 1669, då Fittja bro vid Fittjanäset färdigställdes av Erik Dahlberghs fortifikationstrupper.
Under Södertäljevägen drogs vid sekelskiftet 1900 den nya huvudvattenledningen från Norsborgs vattenverk in mot Trekantsreservoaren vid Liljeholmen. Vattenledningen, som går under sundet, färdigställdes 1904 (se Huvudvattenledning Norsborg-Stockholm).
Huvudtrafiken södergående från Stockholm gick via Fittja bro fram till slutet av 1950-talet då den nya sträckningen av Södertäljevägen och Riksväg 1 (del av nuvarande motorvägen E4) stod färdig. Vägavsnittet vid Fittja bro utgörs av nuvarande Botkyrkaleden.

### Bebyggelsehistoria
Inom det nuvarande bostadsområdets gränser fanns förr främst åkermarker tillhörande Vårby gård. Från mitten av 1800-talet och framåt uppfördes ett tiotal bostadshus och någon mindre industri på Fittjanäset, grupperade på vardera sida om Södertäljevägen. De flesta av dessa är numera rivna. Framför allt försvann flera hus på 1980-talet då den gamla sträckningen av Södertäljevägen breddades till Botkyrkaleden. Kvar finns bland annat Haganäs, ett torp från mitten av 1800-talet. Idag är byggnaden mer känd under namnet Röda caféet. Stockholms stads vattenledningsverks vaktstuga från 1902 finns även bevarad. Byggnaden är numera privatbostad.
Vid Vårby källa, i områdets norra del, fanns redan på 1700-talet en hälsobrunn. Först i början av 1930-talet startades dock den mineralvattenfabrik, vilken 1942 köptes av KF och blev Wårby Bryggerier. Ett modernt bryggeri har från 1960-talet byggts upp vid Hagaudd, vilket sedan 1989 är i Spendrups ägo.
På 1920-talet styckades spridda markområden av från Vårby-godset, vilka exploaterades i begränsad omfattning i form av småhus- och fritidsbebyggelse. På Duvberget, mellan Vårby gård och Vårby källa byggdes ett villaområde vilket fortfarande finns kvar. Även en längre strandremsa utmed Albysjön och Fittjaviken bebyggdes med villor och fritidshus. Några av dessa hus finns ännu finns kvar. Ett mindre småhusområde, kallat Solgården, uppfördes närmast Masmoberget. Solgården försvann då det nya Vårby Haga exploaterades med flerfamiljshus i början av 1960-talet.
År 1959 började det kommunala bostadsbolaget Huge köpa mark i området i syfte att uppföra ett helt nytt bostadsområde. 1964 färdigställdes den dominerande byggnadskroppen, känd som "Ormen Långe" på grund av sin form. Ungefär samtidigt etablerades Obs! Stormarknad, som blev Kooperativa Förbundets första stormarknad.
Vid slutet av Masmobergets norra sluttning stod låg- och mellanstadieskolan Hagaskolan, invigd 1968 och nedlagd samt riven 1996. Skolan var uppförd i form av fem paviljonger samt en gymnastikhall och besöktes av ungefär 200 elever. Idag återstår terrasseringar i terrängen och en kort vägstump som heter Haga skolväg.
År 1972 hade bygget av tunnelbanan hunnit ut till Vårby Haga. Stationen som öppnades fick namnet Masmo, vilket därefter blivit synonymt med bostadsområdet från 1960-talet. Myrstuguberget, uppfört 1985-86 efter ritningar av arkitekt Ralph Erskine, är det senaste tillskottet av bostäder. Namnet Myrstugan kommer från ett torp , vilket i samband med bostadsområdets tillkomst flyttades till Vårby Gård.
Av äldre bebyggelse försvann mycket under 1900-talets senare del för att ge plats åt nya vägsträckningar, bostads- och industribebyggelse. Förutom redan nämnda torp bör bebyggelsen vid Vårby källa nämnas. Huvudbyggnaden uppfördes 1707-08, men den nuvarande yttre utformning härrör huvudsakligen från 1860-talet. Lilla Vårby källa, ett litet bostadshus i trä, låg strax intill men revs 2014. Strax bredvid låg tidigare Marielund, som varit snickarbostad under Vårby. Byggnaden revs på 1960-talet, och på platsen finns nu en parkering. På den lilla bergshöjden ovanför låg Källgården eller Källstugan, som ursprungligen varit torp under Vårby, men under 1900-talet inhyste ett i trakten välkänt kafé. Byggnaden revs 1975.
Vid Södertäljevägen, på gränsen till Gömmarereservatet, låg fram till 1990-talet Snickarkrogen. Manbyggnaden, en välbevarad rödfärgad träbyggnad med brutet tak från 1840-talet, förstördes vid en brand 1992. Tomten med husgrunder och kulturväxter finns dock kvar.

## Vägnamn
- Vägnamn i Haga: Botkyrkaleden, Botkyrkavägen, Hamnvägen, Masmovägen, Mastvägen, Solhagavägen, Varvsvägen, Örbrinken.
- Vägnamn i Masmo: Haga skolväg, del av Masmovägen, Snickarkrogsvägen och Myrstuguvägen bostadsområdet på Myrstuguberget är det området som ingår i Masmo.

## Tunnelbanestationen

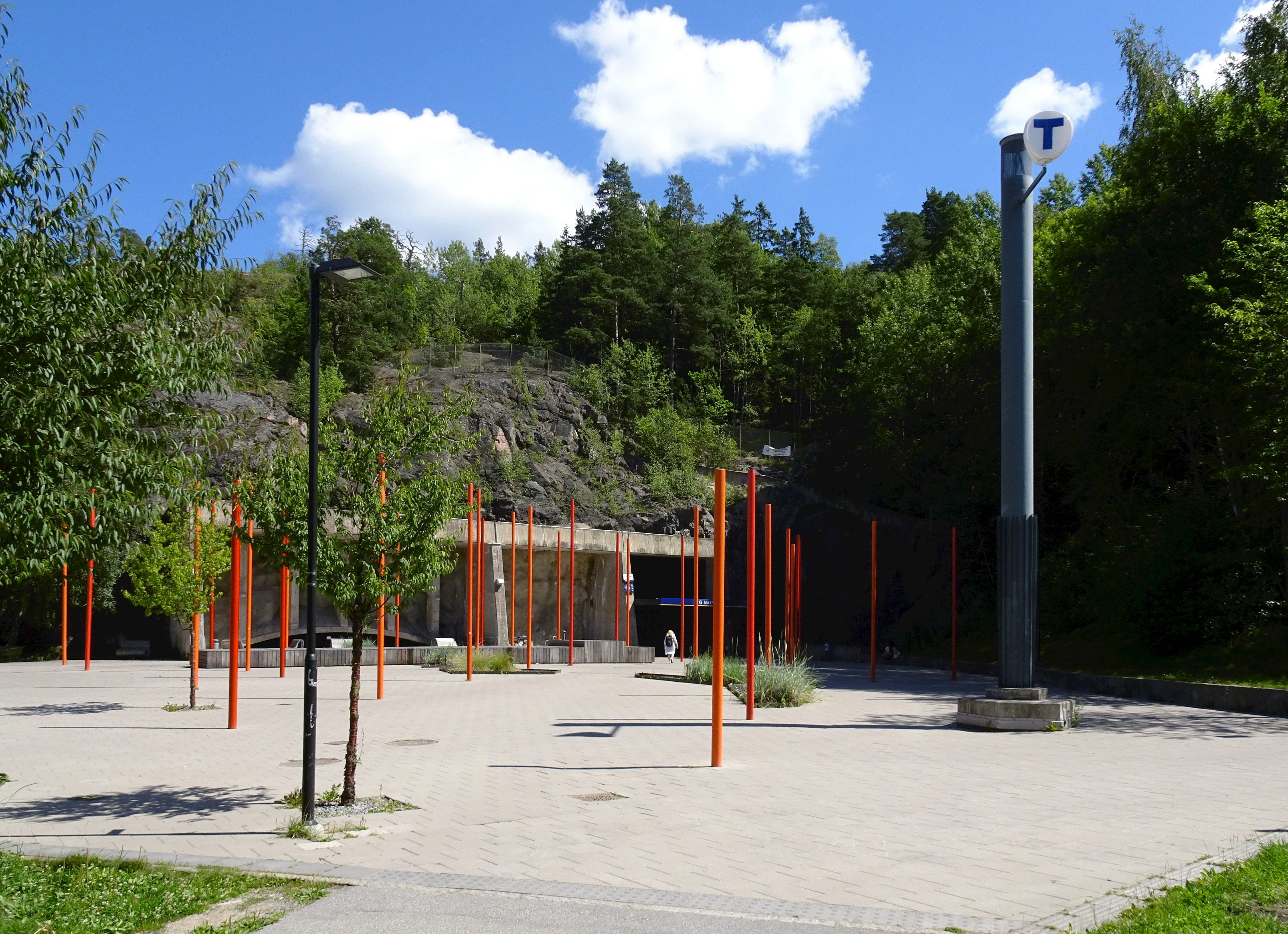
Entréområdet i juli 2016 med ett 40-tal orange-röda pinnar.

Station Masmo trafikeras av T-bana 2 (röda linjen) och den togs i bruk den 1 oktober 1972. Avståndet från station Slussen är 16,1 kilometer. Stationen ligger mellan stationerna Fittja och Vårby gård.
Det är en underjordsstation i bergrum under Masmoberget 20-45 meter under marken. En biljetthall med entré från Solhagavägen. Konstnärlig utsmyckning; målade plåtar, Ta ner solen i tunnelbanan av Staffan Hallström och Lasse Andréasson, 1971.
Tunnelbanestationen Masmo har endast en ingång. Gångtrappa upp och ned samt hiss till perrongen finns. Ett hisschakt för två hissar och en utsprängd tunnel för rulltrappor finns anlagd för en ännu ej uppförd bebyggelse på Masmoberget.